# Paramirim (ort)
Paramirim är en ort i Brasilien.   Den ligger i kommunen Paramirim och delstaten Bahia, i den östra delen av landet, 700 km öster om huvudstaden Brasília. Paramirim ligger 611 meter över havet och antalet invånare är 7 421.
Terrängen runt Paramirim är kuperad österut, men västerut är den platt. Runt Paramirim är det glesbefolkat, med 18 invånare per kvadratkilometer.. Det finns inga andra samhällen i närheten.
I omgivningarna runt Paramirim växer huvudsakligen savannskog.